# Бартломей Вдовік
Бартломей Вдовік (пол. Bartłomiej Wdowik, нар. 25 вересня 2000, Олькуш, Польща) — польський футболіст, фланговий захисник клубу «Ягеллонія».

## Клубна кар'єра
Бартломей Вдовік народився в містечку Олькуш. Професійну кар'єру футболіста починав у 2018 році у клубі Другої ліги «Рух» з міста Хожув. Вже наступного сезону футболіст перейшов до клубу Першої ліги «Одра». Де також провів один сезон.
А в січні 2020 року Вдовік отримав запрошення до клубу Екстракласа «Ягеллонія» з міста Білосток.

## Збірна
У період з 2018 по 2019 роки Бартломей Вдовік захищав кольори юнацької збірної польщі (U-19).